# Osphranter
Osphranter (česky klokan, toto jméno je však používáno pro více různých rodů) je rod australských vačnatců z řádu dvojitozubci (Diprotodontia) a čeledi klokanovití (Macropodidae). Rod byl tradičně klasifikován coby podrod v rámci rodu Macropus. Studie z roku 2019 nicméně koncept původního rodu Macropus vyhodnotila jako parafyletický, jednou z následných provedených změn bylo povýšení podrodu Osphranter na samostatný rod.
Rod zahrnuje celkem čtyři recentní druhy klokanů; včetně klokana rudého, největšího žijícího vačnatce.

## Seznam druhů
- Osphranter antilopinus (Gould, 1842) – klokan antilopí
- Osphranter bernardus (Rothschild, 1904) – klokan vraný
- Osphranter robustus (Gould, 1841) – klokan horský
- Osphranter rufus (Desmarest, 1822) – klokan rudý